# 124e régiment d'infanterie territoriale
Le 124e régiment d'infanterie territoriale est un régiment d'infanterie de l'armée de terre française qui a participé à la Première Guerre mondiale.

## Création et différentes dénominations
Le régiment reçoit son numéro par décret du 19 mars 1875, en prévision de la mobilisation.

## Historique des garnisons, combats et batailles du124eRIT

### Première Guerre mondiale

#### 1915
Bataille du Hartmannswillerkopf

## Drapeau
Il ne porte aucune inscription.

## Sources et bibliographie
- Le 124e territorial pendant la guerre 1914-1918 : 5 aout 1914-11 novembre 1918, Rodez, Carrère, 28 p., lire en ligne sur Gallica.